# Janez Nemec
Janez (Ivan) Nemec, slovenski pravnik, * 14. julij 1912, Murska Sobota, † 26. november 2001, Slivniško Pohorje.  
Nemec je leta 1936 diplomiral na zagrebški pravni fakulteti in 1941 doktoriral v Pécsu (Madžarska). Sprva je delal kot advokat, v letih 1944−47 je kot vojni ubežnik iz madžarske vojske živel v SZ. Po vrnitvi v domovino je nastopil službo pravnega referenta pri podjetju Sograd v Murski Soboti in Mariborski tekstilni tovarni. Od 1951 do 1959 je bil revizor pri Zavodu za revizijo v Mariboru. Od leta 1959 je predaval na Visoki ekonomsko-komercialni šoli v Mariboru, od 1974 kot redni profesor za splošno gospodarsko pravo, pravna razmerja v blagovnem prometu in primerjalno poslovno pravo. Predaval je tudi na univerzah v Bratislavi, Budimpešti, vzhodnem Berlinu in Pragi. Ob upokojitvi leta 1980 je postal zaslužni profesor mariborske univerze.
Ivan Nemec je bil leta 1930 prvak Jugoslavije v namiznem tenisu (igra posamezno) in 1930 ter 1933 v igri dvojic ter državni reprezentant. Leta 1983 je postal jugoslavanski državni mojter v bridžu.